# Pont de Calix
Ne doit pas être confondu avec viaduc de Calix.
Le pont de Calix était un pont tournant situé sur la commune de Mondeville, près de Caen, dans le département du Calvados.

## Localisation
Le pont était accessible :
- par le nord par la rue du Pont, dont la partie nord est située sur la commune d'Hérouville-Saint-Clair  et la partie sud sur celle de Mondeville
- par le sud par le quai Hippolyte Lefèvre, située sur la commune de Mondeville.

## Histoire
Le premier pont de Calix est l'un des quatre ponts tournants établis sur le canal de Caen à la mer lors de son percement au milieu du XIXe siècle. Les travaux débutent en 1853 par les culées et s'achèvent en 1856-1857. Le pont permet un passage libre entre ses deux culées de 12,17 mètres.
Lors de l'élargissement du canal dans la première décennie du XXe siècle, le pont est démoli et un second pont tournant est construit dont la passe est élargie.
Le pont de Calix est bombardé par les Alliés en prélude à la libération de Caen en 1944 et sévèrement touché puis reconstruit. 
Afin d'accueillir des navires de croisière dans le « nouveau bassin », la chambre de commerce et d'industrie de Caen décide en 1993 de le supprimer. En effet, à cet endroit du canal, la passe est de 18 mètres et il en faudrait une de 22 mètres pour le passage de certains bateaux.
Le pont est fermé à la circulation à partir du 4 mars 1994 et définitivement démonté le 31 mars. Il est ensuite stocké au Pegasus Yard.

## Caractéristiques
Les culées du premier pont en tôle à travée unique sont écartées de 12,17 m.  Le second pont de Calix est toujours à travée unique mais il repose sur des culées laissant une passe libre de 18 m. Le pont tourne autour d'un pivot à galets placé sur une pile en maçonnerie. Le pont reconstruit après la Seconde Guerre mondiale présente les mêmes caractéristiques générales. 